# Línea 152C (Interurbanos Madrid)

Esquema de dársenas del intercambiador subterráneo de Plaza de Castilla

La línea 152C de la red de autobuses interurbanos de Madrid une la terminal subterránea del Intercambiador de Plaza de Castilla con el barrio de la Dehesa Vieja de San Sebastián de los Reyes.

## Características
Esta línea une a los habitantes del casco antiguo y el barrio de la Dehesa Vieja de San Sebastián de los Reyes directamente con el norte de Madrid y viceversa, con un recorrido que dura aproximadamente 35 min entre cabeceras.
El 28 de febrero del 2008 la línea se amplía al recorrido actual en el barrio de la Dehesa Vieja. Anteriormente la línea tenía la cabecera en el polígono industrial de San Sebastián de los Reyes situado alrededor de la avenida de la Isla Graciosa. Su denominación era 152C Madrid (Plaza de Castilla) - San Sebastián de los Reyes (Polígono Industrial Norte) y tras su ampliación cambió a su actual denominación 152C Madrid (Plaza de Castilla) - San Sebastián de los Reyes (Dehesa Vieja).
El 25 de noviembre del 2013 la línea cambia su cabecera a la actual situada en el Centro Comercial Alegra. Anteriormente la cabecera también estaba situada en la calle de Salvador de Madariaga pero situada cerca de la Glorieta de Eduardo Chillida. Además del cambio de cabecera, la línea previamente realizaba la vuelta circulando por la calle de José Hierro de igual manera que lo hacía a la ida y tras el cambio de cabecera las expediciones de vuelta circulan por la calle de Alonso Zamora Vicente girando para tomar la calle de Rosa Chacel y seguir hacia el sur por la calle de José Hierro al igual que a la ida.
Desde el 15 de mayo del 2020, la línea dejó de circular por la calle Real de San Sebastián de los Reyes, en su lugar lo hace por el paseo de Europa. Esto se debió a que el ayuntamiento de San Sebastián de los Reyes autorizó a los establecimientos a ocupar la calzada de la calle Real como terraza debido a las restricciones de aforo impuestas por las medidas durante la pandemia del COVID-19. Aunque se permitió la circulación en sentido norte, solo era para coches y se cortó el tráfico a autobuses en ambos sentidos, afectando a diversas líneas urbanas e interurbanas que circulaban por dicha calle Real de San Sebastián de los Reyes. Todas las líneas fueron desviadas y sus paradas trasladadas a las ya existentes en el paseo de Europa. Aunque actualmente se permite el tráfico hacia el norte en la calle Real de San Sebastián de los Reyes, todas las líneas de autobús ya tienen las rutas modificadas y no hay planes para que retomen sus antiguas rutas. Fueron varias las paradas que dejaron de operar que se encontraban dentro de la calle Real de San Sebastián de los Reyes, pero las que afectaron a la línea 152C fueron: 06782 - Calle Real - Calle de Carlos Ruiz, 06783 - Calle Real - Calle de las Higueras, 10476 - Calle Real - Calle Hontanillas,11983 - Calle Real - Centro de Salud, 06786 - Calle Real - Ayuntamiento y 06790 - Calle Real - Calle del Sacramento. Las paradas 06782 y 06790 siguen estando operativas por otras líneas.
El 8 de octubre del 2021 se creó la parada 20898 - Avenida de España - Calle de Viveros en la avenida de España de San Sebastián de los Reyes para las expediciones de vuelta, sirviendo para todas aquellas líneas que ya no circulaban por la calle Real y lo hacían por el paseo de Europa.
Durante los horarios de verano, la primera expedición de ida comienza su recorrido en el Intercambiador de Plaza de Castilla en superficie, puesto que opera en horas en las que la parte subterránea aún no ha abierto para la circulación de autobuses por la mañana.
Hasta mediados de 2023, en los carteles electrónicos de los autobuses la línea aparecía como C52 en vez de 152C para que se pudiese mostrar correctamente el nombre del destino en el cartel. Esta misma medida se aplicaba en líneas como la 154C, 155B y 157C.
Al compartir la dársena 5 en el Intercambiador de Plaza de Castilla junto con la línea 154C, sus horarios están coordinados para que no existan servicios de ambas líneas que salgan a la vez.
Siguiendo la numeración de líneas del CRTM, las líneas que circulan por el corredor 1 son aquellas que dan servicio a los municipios situados en torno a la A-1 y comienzan con un 1. Aquellas numeradas dentro de la decena 150 corresponden a aquellas que circulan por Alcobendas y San Sebastián de los Reyes. Particularmente, los números impares en la decena 150 circulan por Alcobendas y los números pares lo hacen por San Sebastián de los Reyes.
La línea no mantiene los mismos horarios todo el año, desde el 16 de julio al 31 de agosto se reducen el número de expediciones los días laborables entre semana (sábados laborables, domingos y festivos tienen los mismos horarios todo el año), además de los días excepcionales vísperas de festivo y festivos de Navidad en los que los horarios también cambian y se reducen.
Está operada por la empresa Interbus mediante la concesión administrativa VCM-101 - Madrid - Alcobendas - Algete - Tamajón (Viajeros Comunidad de Madrid) del Consorcio Regional de Transportes de Madrid.

### Sublíneas
Aquí se recogen todas las distintas sublíneas que ha tenido la línea 152C. La denominación de sublíneas que utiliza el CRTM es la siguiente:
- Número de línea (152C)
- Sentido de circulación (1 ida, 2 vuelta)
- Número de sublínea

Por ejemplo, la sublínea 152C102 corresponde a la línea 152C, sentido 1 (ida) y el número 02 de numeración de sublíneas creadas hasta la fecha.
| Ida     | Ruta | Itinerario                       | Vuelta  | Ruta                            | Itinerario                      |
| 152C101 | -    | Madrid - Dehesa Vieja            | 152C201 | -                               | Dehesa Vieja - Madrid           |
| 152C102 | s    | Madrid superficie - Dehesa Vieja | 152C202 | No existe la ruta "s" de vuelta | No existe la ruta "s" de vuelta |

## Horarios

### 1 septiembre - 15 julio
| Lunes a viernes laborables |                       |                       |                       |                       |                       |                       |                       |                       |                       |                       |                       |                       |                       |                       |                       |                       |                       |                       |                       |                       |                       |                       |                       |                       |                       |                       |                       |                       |                       |                       |                       |                       |                       |                       |                       |
| Madrid > Dehesa Vieja      | Madrid > Dehesa Vieja | Madrid > Dehesa Vieja | Madrid > Dehesa Vieja | Madrid > Dehesa Vieja | Madrid > Dehesa Vieja | Madrid > Dehesa Vieja | Madrid > Dehesa Vieja | Madrid > Dehesa Vieja | Madrid > Dehesa Vieja | Madrid > Dehesa Vieja | Madrid > Dehesa Vieja | Madrid > Dehesa Vieja | Madrid > Dehesa Vieja | Madrid > Dehesa Vieja | Madrid > Dehesa Vieja | Madrid > Dehesa Vieja | Madrid > Dehesa Vieja | Dehesa Vieja > Madrid | Dehesa Vieja > Madrid | Dehesa Vieja > Madrid | Dehesa Vieja > Madrid | Dehesa Vieja > Madrid | Dehesa Vieja > Madrid | Dehesa Vieja > Madrid | Dehesa Vieja > Madrid | Dehesa Vieja > Madrid | Dehesa Vieja > Madrid | Dehesa Vieja > Madrid | Dehesa Vieja > Madrid | Dehesa Vieja > Madrid | Dehesa Vieja > Madrid | Dehesa Vieja > Madrid | Dehesa Vieja > Madrid | Dehesa Vieja > Madrid | Dehesa Vieja > Madrid |
| 06                         | 07                    | 08                    | 09                    | 10                    | 11                    | 12                    | 13                    | 14                    | 15                    | 16                    | 17                    | 18                    | 19                    | 20                    | 21                    | 22                    | 23                    | 06                    | 07                    | 08                    | 09                    | 10                    | 11                    | 12                    | 13                    | 14                    | 15                    | 16                    | 17                    | 18                    | 19                    | 20                    | 21                    | 22                    | 23                    |
| 30 50                      | 00 15 30 45           | 00 15 30 45           | 10 30                 | 00 30                 | 00 30                 | 00 30                 | 00 30 50              | 10 30 50              | 10 30 50              | 10 30 50              | 10 30 50              | 10 30 50              | 10 30 50              | 10 30 50              | 20 50                 | 20 50                 | 15 45                 | 00 20 45              | 00 15 30 45           | 05 15 30 45           | 00 20 45              | 15 40                 | 10 40                 | 10 40                 | 10 45                 | 05 25 45              | 05 25 45              | 05 25 45              | 05 25 45              | 05 25 45              | 05 25 45              | 05 25 45              | 05 25 55              | 20 55                 | 20                    |
| Todo el año                |                       |                       |                       |                       |                       |                       |                       |                       |                       |                       |                       |                       |                       |                       |                       |                       |                       |                       |                       |                       |                       |                       |                       |                       |                       |                       |                       |                       |                       |                       |                       |                       |                       |                       |                       |
| Sábados laborables         |                       |                       |                       |                       |                       |                       |                       |                       |                       |                       |                       |                       |                       |                       |                       |                       |                       |                       |                       |                       |                       |                       |                       |                       |                       |                       |                       |                       |                       |                       |                       |                       |                       |                       |                       |
| Madrid > Dehesa Vieja      | Madrid > Dehesa Vieja | Madrid > Dehesa Vieja | Madrid > Dehesa Vieja | Madrid > Dehesa Vieja | Madrid > Dehesa Vieja | Madrid > Dehesa Vieja | Madrid > Dehesa Vieja | Madrid > Dehesa Vieja | Madrid > Dehesa Vieja | Madrid > Dehesa Vieja | Madrid > Dehesa Vieja | Madrid > Dehesa Vieja | Madrid > Dehesa Vieja | Madrid > Dehesa Vieja | Madrid > Dehesa Vieja | Madrid > Dehesa Vieja | Madrid > Dehesa Vieja | Dehesa Vieja > Madrid | Dehesa Vieja > Madrid | Dehesa Vieja > Madrid | Dehesa Vieja > Madrid | Dehesa Vieja > Madrid | Dehesa Vieja > Madrid | Dehesa Vieja > Madrid | Dehesa Vieja > Madrid | Dehesa Vieja > Madrid | Dehesa Vieja > Madrid | Dehesa Vieja > Madrid | Dehesa Vieja > Madrid | Dehesa Vieja > Madrid | Dehesa Vieja > Madrid | Dehesa Vieja > Madrid | Dehesa Vieja > Madrid | Dehesa Vieja > Madrid | Dehesa Vieja > Madrid |
| 06                         | 07                    | 08                    | 09                    | 10                    | 11                    | 12                    | 13                    | 14                    | 15                    | 16                    | 17                    | 18                    | 19                    | 20                    | 21                    | 22                    | 23                    | 06                    | 07                    | 08                    | 09                    | 10                    | 11                    | 12                    | 13                    | 14                    | 15                    | 16                    | 17                    | 18                    | 19                    | 20                    | 21                    | 22                    | 23                    |
|                            | 00 30                 | 00 30                 | 00 30                 | 00 30                 | 00 30                 | 00 30                 | 00 30                 | 00 30                 | 00 30                 | 00 30                 | 00 30                 | 00 30                 | 00 30                 | 00 30                 | 00 30                 | 00 30                 | 00                    | 25 55                 | 25 55                 | 25 55                 | 25 55                 | 25 55                 | 25 55                 | 25 55                 | 25 55                 | 25 55                 | 25 55                 | 25 55                 | 25 55                 | 25 55                 | 25 55                 | 25 55                 | 25 55                 | 25 50                 |                       |
| Todo el año                |                       |                       |                       |                       |                       |                       |                       |                       |                       |                       |                       |                       |                       |                       |                       |                       |                       |                       |                       |                       |                       |                       |                       |                       |                       |                       |                       |                       |                       |                       |                       |                       |                       |                       |                       |
| Domingos y festivos        |                       |                       |                       |                       |                       |                       |                       |                       |                       |                       |                       |                       |                       |                       |                       |                       |                       |                       |                       |                       |                       |                       |                       |                       |                       |                       |                       |                       |                       |                       |                       |                       |                       |                       |                       |
| Madrid > Dehesa Vieja      | Madrid > Dehesa Vieja | Madrid > Dehesa Vieja | Madrid > Dehesa Vieja | Madrid > Dehesa Vieja | Madrid > Dehesa Vieja | Madrid > Dehesa Vieja | Madrid > Dehesa Vieja | Madrid > Dehesa Vieja | Madrid > Dehesa Vieja | Madrid > Dehesa Vieja | Madrid > Dehesa Vieja | Madrid > Dehesa Vieja | Madrid > Dehesa Vieja | Madrid > Dehesa Vieja | Madrid > Dehesa Vieja | Madrid > Dehesa Vieja | Madrid > Dehesa Vieja | Dehesa Vieja > Madrid | Dehesa Vieja > Madrid | Dehesa Vieja > Madrid | Dehesa Vieja > Madrid | Dehesa Vieja > Madrid | Dehesa Vieja > Madrid | Dehesa Vieja > Madrid | Dehesa Vieja > Madrid | Dehesa Vieja > Madrid | Dehesa Vieja > Madrid | Dehesa Vieja > Madrid | Dehesa Vieja > Madrid | Dehesa Vieja > Madrid | Dehesa Vieja > Madrid | Dehesa Vieja > Madrid | Dehesa Vieja > Madrid | Dehesa Vieja > Madrid | Dehesa Vieja > Madrid |
| 06                         | 07                    | 08                    | 09                    | 10                    | 11                    | 12                    | 13                    | 14                    | 15                    | 16                    | 17                    | 18                    | 19                    | 20                    | 21                    | 22                    | 23                    | 06                    | 07                    | 08                    | 09                    | 10                    | 11                    | 12                    | 13                    | 14                    | 15                    | 16                    | 17                    | 18                    | 19                    | 20                    | 21                    | 22                    | 23                    |
|                            | 30                    | 00 30                 | 00 30                 | 00 30                 | 00 30                 | 00 30                 | 00 30                 | 00 30                 | 10 50                 | 30                    | 10 50                 | 30                    | 10 50                 | 30                    | 10 50                 | 30                    | 10                    | 55                    | 25 55                 | 25 55                 | 25 55                 | 25 55                 | 25 55                 | 25 55                 | 35                    | 15 55                 | 35                    | 15 55                 | 35                    | 15 55                 | 35                    | 15 55                 | 35                    | 15 55                 |                       |

### 16 julio - 31 agosto
| Lunes a viernes laborables |                       |                       |                       |                       |                       |                       |                       |                       |                       |                       |                       |                       |                       |                       |                       |                       |                       |                       |                       |                       |                       |                       |                       |                       |                       |                       |                       |                       |                       |                       |                       |                       |                       |                       |                       |                       |
| Madrid > Dehesa Vieja      | Madrid > Dehesa Vieja | Madrid > Dehesa Vieja | Madrid > Dehesa Vieja | Madrid > Dehesa Vieja | Madrid > Dehesa Vieja | Madrid > Dehesa Vieja | Madrid > Dehesa Vieja | Madrid > Dehesa Vieja | Madrid > Dehesa Vieja | Madrid > Dehesa Vieja | Madrid > Dehesa Vieja | Madrid > Dehesa Vieja | Madrid > Dehesa Vieja | Madrid > Dehesa Vieja | Madrid > Dehesa Vieja | Madrid > Dehesa Vieja | Madrid > Dehesa Vieja | Madrid > Dehesa Vieja | Dehesa Vieja > Madrid | Dehesa Vieja > Madrid | Dehesa Vieja > Madrid | Dehesa Vieja > Madrid | Dehesa Vieja > Madrid | Dehesa Vieja > Madrid | Dehesa Vieja > Madrid | Dehesa Vieja > Madrid | Dehesa Vieja > Madrid | Dehesa Vieja > Madrid | Dehesa Vieja > Madrid | Dehesa Vieja > Madrid | Dehesa Vieja > Madrid | Dehesa Vieja > Madrid | Dehesa Vieja > Madrid | Dehesa Vieja > Madrid | Dehesa Vieja > Madrid | Dehesa Vieja > Madrid |
| 05                         | 06                    | 07                    | 08                    | 09                    | 10                    | 11                    | 12                    | 13                    | 14                    | 15                    | 16                    | 17                    | 18                    | 19                    | 20                    | 21                    | 22                    | 23                    | 05                    | 06                    | 07                    | 08                    | 09                    | 10                    | 11                    | 12                    | 13                    | 14                    | 15                    | 16                    | 17                    | 18                    | 19                    | 20                    | 21                    | 22                    |
| 55                         | 30 50                 | 00 15 30 45           | 10 20 50              | 20 50                 | 20 50                 | 20 50                 | 20 50                 | 20 50                 | 20 50                 | 20 50                 | 20 50                 | 20 50                 | 20 50                 | 20 50                 | 20 50                 | 20 50                 | 20 50                 |                       | 55                    | 15 45                 | 15 45 55              | 15 45                 | 15 45                 | 15 45                 | 15 45                 | 15 45                 | 15 45                 | 15 45                 | 15 45                 | 15 45                 | 15 45                 | 15 45                 | 15 45                 | 15 45                 | 15 45                 | 15 45                 |
| Todo el año                |                       |                       |                       |                       |                       |                       |                       |                       |                       |                       |                       |                       |                       |                       |                       |                       |                       |                       |                       |                       |                       |                       |                       |                       |                       |                       |                       |                       |                       |                       |                       |                       |                       |                       |                       |                       |
| Sábados laborables         |                       |                       |                       |                       |                       |                       |                       |                       |                       |                       |                       |                       |                       |                       |                       |                       |                       |                       |                       |                       |                       |                       |                       |                       |                       |                       |                       |                       |                       |                       |                       |                       |                       |                       |                       |                       |
| Madrid > Dehesa Vieja      | Madrid > Dehesa Vieja | Madrid > Dehesa Vieja | Madrid > Dehesa Vieja | Madrid > Dehesa Vieja | Madrid > Dehesa Vieja | Madrid > Dehesa Vieja | Madrid > Dehesa Vieja | Madrid > Dehesa Vieja | Madrid > Dehesa Vieja | Madrid > Dehesa Vieja | Madrid > Dehesa Vieja | Madrid > Dehesa Vieja | Madrid > Dehesa Vieja | Madrid > Dehesa Vieja | Madrid > Dehesa Vieja | Madrid > Dehesa Vieja | Madrid > Dehesa Vieja | Madrid > Dehesa Vieja | Dehesa Vieja > Madrid | Dehesa Vieja > Madrid | Dehesa Vieja > Madrid | Dehesa Vieja > Madrid | Dehesa Vieja > Madrid | Dehesa Vieja > Madrid | Dehesa Vieja > Madrid | Dehesa Vieja > Madrid | Dehesa Vieja > Madrid | Dehesa Vieja > Madrid | Dehesa Vieja > Madrid | Dehesa Vieja > Madrid | Dehesa Vieja > Madrid | Dehesa Vieja > Madrid | Dehesa Vieja > Madrid | Dehesa Vieja > Madrid | Dehesa Vieja > Madrid | Dehesa Vieja > Madrid |
| 05                         | 06                    | 07                    | 08                    | 09                    | 10                    | 11                    | 12                    | 13                    | 14                    | 15                    | 16                    | 17                    | 18                    | 19                    | 20                    | 21                    | 22                    | 23                    | 05                    | 06                    | 07                    | 08                    | 09                    | 10                    | 11                    | 12                    | 13                    | 14                    | 15                    | 16                    | 17                    | 18                    | 19                    | 20                    | 21                    | 22                    |
|                            |                       | 00 30                 | 00 30                 | 00 30                 | 00 30                 | 00 30                 | 00 30                 | 00 30                 | 00 30                 | 00 30                 | 00 30                 | 00 30                 | 00 30                 | 00 30                 | 00 30                 | 00 30                 | 00 30                 | 00                    |                       | 25 55                 | 25 55                 | 25 55                 | 25 55                 | 25 55                 | 25 55                 | 25 55                 | 25 55                 | 25 55                 | 25 55                 | 25 55                 | 25 55                 | 25 55                 | 25 55                 | 25 55                 | 25 55                 | 25 50                 |
| Todo el año                |                       |                       |                       |                       |                       |                       |                       |                       |                       |                       |                       |                       |                       |                       |                       |                       |                       |                       |                       |                       |                       |                       |                       |                       |                       |                       |                       |                       |                       |                       |                       |                       |                       |                       |                       |                       |
| Domingos y festivos        |                       |                       |                       |                       |                       |                       |                       |                       |                       |                       |                       |                       |                       |                       |                       |                       |                       |                       |                       |                       |                       |                       |                       |                       |                       |                       |                       |                       |                       |                       |                       |                       |                       |                       |                       |                       |
| Madrid > Dehesa Vieja      | Madrid > Dehesa Vieja | Madrid > Dehesa Vieja | Madrid > Dehesa Vieja | Madrid > Dehesa Vieja | Madrid > Dehesa Vieja | Madrid > Dehesa Vieja | Madrid > Dehesa Vieja | Madrid > Dehesa Vieja | Madrid > Dehesa Vieja | Madrid > Dehesa Vieja | Madrid > Dehesa Vieja | Madrid > Dehesa Vieja | Madrid > Dehesa Vieja | Madrid > Dehesa Vieja | Madrid > Dehesa Vieja | Madrid > Dehesa Vieja | Madrid > Dehesa Vieja | Madrid > Dehesa Vieja | Dehesa Vieja > Madrid | Dehesa Vieja > Madrid | Dehesa Vieja > Madrid | Dehesa Vieja > Madrid | Dehesa Vieja > Madrid | Dehesa Vieja > Madrid | Dehesa Vieja > Madrid | Dehesa Vieja > Madrid | Dehesa Vieja > Madrid | Dehesa Vieja > Madrid | Dehesa Vieja > Madrid | Dehesa Vieja > Madrid | Dehesa Vieja > Madrid | Dehesa Vieja > Madrid | Dehesa Vieja > Madrid | Dehesa Vieja > Madrid | Dehesa Vieja > Madrid | Dehesa Vieja > Madrid |
| 05                         | 06                    | 07                    | 08                    | 09                    | 10                    | 11                    | 12                    | 13                    | 14                    | 15                    | 16                    | 17                    | 18                    | 19                    | 20                    | 21                    | 22                    | 23                    | 05                    | 06                    | 07                    | 08                    | 09                    | 10                    | 11                    | 12                    | 13                    | 14                    | 15                    | 16                    | 17                    | 18                    | 19                    | 20                    | 21                    | 22                    |
|                            |                       | 30                    | 00 30                 | 00 30                 | 00 30                 | 00 30                 | 00 30                 | 00 30                 | 00 30                 | 10 50                 | 30                    | 10 50                 | 30                    | 10 50                 | 30                    | 10 50                 | 30                    | 10                    |                       | 55                    | 25 55                 | 25 55                 | 25 55                 | 25 55                 | 25 55                 | 25 55                 | 35                    | 15 55                 | 35                    | 15 55                 | 35                    | 15 55                 | 35                    | 15 55                 | 35                    | 15 55                 |
| Desde superficie           |                       |                       |                       |                       |                       |                       |                       |                       |                       |                       |                       |                       |                       |                       |                       |                       |                       |                       |                       |                       |                       |                       |                       |                       |                       |                       |                       |                       |                       |                       |                       |                       |                       |                       |                       |                       |

## Recorrido y paradas

### Sentido San Sebastián de los Reyes (Dehesa Vieja)
La línea inicia su recorrido en el intercambiador subterráneo de Plaza de Castilla, en la dársena 5 (los servicios que parten desde la superficie del intercambiador de Plaza de Castilla lo hacen desde la dársena 43), en este punto se establece correspondencia con todas las líneas de los corredores 1 y 7 con cabecera en el intercambiador de Plaza de Castilla. En la superficie efectúan parada varias líneas urbanas con las que tiene correspondencia, y a través de pasillos subterráneos enlaza con las líneas 1, 9 y 10 del Metro de Madrid.
Tras abandonar los túneles del intercambiador subterráneo, la línea sale al paseo de la Castellana, donde tiene una primera parada frente al Hospital La Paz (subida de viajeros). A partir de aquí sale por la M-30 hasta el nudo de Manoteras y toma la vía de servicio de la A-1.
En la vía de servicio tiene 4 paradas que prestan servicio al área industrial y empresarial de la A-1 hasta llegar al km. 16, donde toma la salida en dirección a Alcobendas y se adentra en el casco urbano.
Dentro del casco urbano de Alcobendas, circula por la avenida Olímpica (2 paradas), la calle de Francisca Delgado (sin paradas) y el bulevar de Salvador Allende (sin paradas) hasta llegar a la rotonda de Moscatelares. En ella toma el paseo de Europa (3 paradas) recorriéndolo hasta que se desvía hacia la avenida de la Isla Graciosa (2 paradas) y vuelve a tomar el paseo de Europa. Circula por el mismo parando en el Hospital Infanta Sofía y se desvía hacia la calle de María Moliner (1 parada). Gira hacia el norte circulando por la calle de José Hierro (2 paradas) para girar al final de la misma hacia la calle de Salvador de Madariaga, teniendo su cabecera delante del Centro Comercial Alegra de San Sebastián de los Reyes.
| Código                                                                                             | Zona | Localidad                  | Denominación                                              | Ubicación                                        | Líneas de la parada | Metro                  |
| -------------------------------------------------------------------------------------------------- | ---- | -------------------------- | --------------------------------------------------------- | ------------------------------------------------ | --- | ---------------------- |
| 17472E                                                                                             |      | Madrid                     | Intercambiador de Plaza de Castilla - Dársena 5           | Avenida de Asturias Nº2                          | 152C 154C | Plaza de Castilla      |
| Cabecera de las expediciones que salen desde la superficie del Intercambiador de Plaza de Castilla |      |                            |                                                           |                                                  | |                        |
| 18074B                                                                                             |      | Madrid                     | Intercambiador de Plaza de Castilla - Dársena 43          | Paseo de la Castellana Nº195                     | 173 174 152C 156 161 N102 | Plaza de Castilla      |
| Paradas del itinerario normal                                                                      |      |                            |                                                           |                                                  | |                        |
| 3253                                                                                               |      | Madrid                     | Paseo de la Castellana - Hospital La Paz                  | Paseo de la Castellana Nº304 - Acceso Nudo Norte | 173 174 176 151 152C 153 154C 155 155B 156 157 157C 159 161 171 181 182 183 184 185 191S 193S 194S 195S 196S 197S N101 N102 N103 N104S | Begoña                 |
| 3261                                                                                               |      | Madrid                     | Avenida de Burgos - Avenida de Francisco Pi y Margall     | Avenida de Burgos km. 10,3                       | 173 174 176 151 152C 153 154C 155 155B 156 157 157C 159 161 171 181 182 183 184 185 N101 N102 N103                                     |                        |
| 06686                                                                                              |      | Madrid                     | Avenida de Burgos - Centro Comercial Sanchinarro          | Avenida de Burgos Nº133                          | 151 152C 153 154C 155 156 157 157C 158 159 161 171 181 182 183 184 185 N101 N102 N103                                                  |                        |
| 06687                                                                                              |      | Madrid                     | Avenida de Burgos - Dominicos                             | Avenida de Burgos km. 11,3                       | 151 152C 153 154C 155 156 157 157C 158 159 161 171 181 182 183 184 185 N101 N102 N103                                                  |                        |
| 06689                                                                                              |      | Alcobendas                 | Carretera A-1 - Calle de Cuesta Blanca                    | Carretera de Irún km. 13,7                       | 151 152C 153 154C 156 158 159 161 171 181 182 183 184 185 N101 N102 N103                                                               |                        |
| 06690                                                                                              |      | Alcobendas                 | Carretera de Irún - Concesionario                         | Carretera de Irún km. 14,7                       | 151 152C 153 154 154C 156 157 158 161 N103                                                                                             |                        |
| 06691                                                                                              |      | Alcobendas                 | Avenida Olímpica - Centro Comercial La Vega               | Avenida Olímpica Nº9                             | 151 152C 153 154 154C 156 158 161 171 N103                                                                                             |                        |
| 06692                                                                                              |      | Alcobendas                 | Avenida Olímpica - Pabellón deportivo                     | Avenida Olímpica Nº3A                            | 151 152C 153 154 154C 156 158 161 171 181 182 183 191S 193S 194D 195S 196S 197S N103 N104S VAC-242S                                    |                        |
| 15192                                                                                              |      | San Sebastián de los Reyes | Paseo de Europa - Avenida del Juncal                      | Paseo de Europa Nº26                             | 152C 154 156 161 180 181 182 183 191S 193S 194S 195S 196S 197S N103 N104S 4 7                                                          |                        |
| 06693                                                                                              |      | San Sebastián de los Reyes | Paseo de Europa - Calle de María Santos Colmenar          | Paseo de Europa S/N.º                            | 152C 154 156 161 180 181 182 183 191 193 194 195 196 197 N103 N104 VAC-242S 4 7                                                        |                        |
| 17237                                                                                              |      | San Sebastián de los Reyes | Paseo de Europa - Calle de Leopoldo Gimeno                | Paseo de Europa Nº26                             | 152C 154 156 161 180 181 182 183 N103 4 7                                                                                              |                        |
| 11888                                                                                              |      | San Sebastián de los Reyes | Avenida de la Isla Graciosa - Calle de la Isla del Hierro | Avenida de la Isla Graciosa Nº4                  | 152C 161 |                        |
| 09828                                                                                              |      | San Sebastián de los Reyes | Avenida de la Isla Graciosa - Antena 3                    | Avenida de la Isla Graciosa Nº14                 | 152C 161 |                        |
| 17474                                                                                              |      | San Sebastián de los Reyes | Paseo de Europa - Hospital Infanta Sofía                  | Paseo de Europa Nº11                             | 152C 161 166 171 180 181 182 183 191S 193S 194S 195S 196S 197S 210 N103 N104S                                                          | Hospital Infanta Sofía |
| 17406                                                                                              |      | San Sebastián de los Reyes | Plaza de Concha Espina - Calle de María Moliner           | Plaza de Concha Espina Nº3                       | 152C |                        |
| 17410                                                                                              |      | San Sebastián de los Reyes | Calle de José Hierro - Calle de Mercè Rodoreda            | Calle de José Hierro Nº7                         | 152C 7 |                        |
| 17411                                                                                              |      | San Sebastián de los Reyes | Calle de José Hierro - Calle de Julio Rey Pastor          | Calle de José Hierro Nº7                         | 152C 7 |                        |
| 19286                                                                                              |      | San Sebastián de los Reyes | Calle de Salvador de Madariaga - Centro Comercial Alegra  | Calle de Salvador de Madariaga Nº1               | 152C 7 |                        |
| Notas: S Sólo permite la subida de viajeros                                                        |      |                            |                                                           |                                                  | |                        |

### Sentido Madrid (Plaza de Castilla)
El recorrido de vuelta es igual al de ida pero en sentido contrario con las siguientes salvedades:
- En San Sebastián de los Reyes la línea circula por la calle de Alonso Zamora Vicente y la calle de Rosa Chacel antes de volver a incorporarse a la calle de José Hierro.
- Realiza la parada 17404 - Calle de María Moliner - Hospital Infanta Sofía como complemento a la parada 17474 - Paseo de Europa - Hospital Infanta Sofía.
- En Alcobendas circula por la calle de la Marquesa Viuda de Aldama y calle de la Libertad antes de salir a la vía de servicio de la A-1.
- La parada 06690 - Carretera de Irún - Concesionario no tiene pareja para las expediciones de vuelta.
- En la vía de servicio de la A-1 realiza adicionalmente las paradas 06864 - Carretera A-1 - El Encinar de los Reyes y 3265 - Avenida de Burgos Nº87 - Paso Elevado. Las parejas de las paradas 06864 y 3265 no se realizan a la ida.

| Código                                        | Zona | Localidad                  | Denominación                                                             | Ubicación                                  | Líneas de la parada | Metro                  |
| --------------------------------------------- | ---- | -------------------------- | ------------------------------------------------------------------------ | ------------------------------------------ | --- | ---------------------- |
| 19286                                         |      | San Sebastián de los Reyes | Calle de Salvador de Madariaga - Centro Comercial Alegra                 | Calle de Salvador de Madariaga Nº1         | 152C 7 |                        |
| 19287                                         |      | San Sebastián de los Reyes | Calle de Alonso Zamora Vicente - Paseo de Gregorio Marañón               | Calle de Alonso Zamora Vicente Nº17        | 152C 7 |                        |
| 19289                                         |      | San Sebastián de los Reyes | Calle de Rosa Chacel - Calle de Francisco Ayala                          | Calle de Rosa Chacel Nº5                   | 152C 7 |                        |
| 17407                                         |      | San Sebastián de los Reyes | Plaza de Concha Espina - Calle de Francisco Ayala                        | Plaza de Concha Espina Nº4                 | 152C |                        |
| 17404                                         |      | San Sebastián de los Reyes | Calle de María Moliner - Hospital Infanta Sofía                          | Calle de María Moliner Nº12                | 152C | Hospital Infanta Sofía |
| 11981                                         |      | San Sebastián de los Reyes | Avenida de la Isla Graciosa - Antena 3                                   | Avenida de la Isla Graciosa Nº10           | 152C 161 N102 |                        |
| 11982                                         |      | San Sebastián de los Reyes | Avenida de la Isla Graciosa - Calle de la Isla del Hierro                | Avenida de la Isla Graciosa Nº7            | 152C 161 N102 |                        |
| 17238                                         |      | San Sebastián de los Reyes | Paseo de Europa - Calle de Leopoldo Gimeno                               | Paseo de Europa Nº26                       | 152C 156 161 171 180 181 182 183 184 N102 N103 4 5                                                                     |                        |
| 06751                                         |      | San Sebastián de los Reyes | Paseo de Europa - Parque Picos de Olite                                  | Paseo de Europa Nº26                       | 152C 156 161 171 180 181 182 183 184 191 193 194 195 196 197 N102 N103 N104 VAC-242D 4 5                               |                        |
| 15191                                         |      | San Sebastián de los Reyes | Paseo de Europa - Avenida de España                                      | Paseo de Europa Nº26                       | 152C 156 161 171 180 181 182 183 184 191D 193D 194D 195D 196D 197D N102 N103 N104D 4 5                                 |                        |
| 20898                                         |      | San Sebastián de los Reyes | Avenida de España - Calle de Viveros                                     | Avenida de España Nº6                      | 152C 156 161 171 N102 4 5                                                                                              |                        |
| 06780                                         |      | Alcobendas                 | Calle de la Marquesa Viuda de Aldama - Travesía del Cañón                | Calle de la Marquesa Viuda de Aldama S/N.º | 152C 154 154C 156 161 171 N101                                                                                         |                        |
| 06755                                         |      | Alcobendas                 | Calle de la Marquesa Viuda de Aldama - Calle de Nuestra Señora del Pilar | Calle de la Marquesa Viuda de Aldama Nº14  | 151 152C 153 154 154C 156 158 161 171 827 828 N101 2 5 10                                                              |                        |
| 06768                                         |      | Alcobendas                 | Calle de la Libertad - Calle de Julián Baena de Castro                   | Calle de la Libertad Nº26                  | 06768 A 154 158 171 06768 B 152C 154C 161 N101 5 06768 C 151 153 156                                                   |                        |
| 06863                                         |      | Alcobendas                 | Carretera A-1 - Calle de Cuesta Blanca                                   | Carretera de Irún km. 14,2                 | 151 152C 153 154C 156 158 159 161 171 181 182 183 184 185 N101 N102 N103                                               |                        |
| 06864                                         |      | Alcobendas                 | Carretera A-1 - El Encinar de los Reyes                                  | Carretera de Irún km. 13                   | 151 152C 153 154C 155 156 158 159 161 171 181 182 183 184 185 N101 N102 N103                                           |                        |
| 06865                                         |      | Madrid                     | Avenida de Burgos - Dominicos                                            | Avenida de Santo Domingo de la Calzada Nº1 | 151 152C 153 154C 155 156 157 157C 158 159 161 171 181 182 183 184 185 N101 N102 N103                                  |                        |
| 50000                                         |      | Madrid                     | Avenida de Burgos - Centro Financiero                                    | Avenida de Burgos Nº135                    | 151 152C 153 154C 155 156 157 157C 158 159 161 171 181 182 183 184 185 N101 N102 N103                                  |                        |
| 3602                                          |      | Madrid                     | Avenida de Burgos Nº93                                                   | Avenida de Burgos km. 10,1                 | 173 174 176 SE833 151 152C 153 154C 155 155B 156 157 157C 159 161 171 181 182 183 184 185 N101 N102 N103               |                        |
| 3265                                          |      | Madrid                     | Avenida de Burgos Nº87 - Paso Elevado                                    | Avenida de Burgos Nº87                     | 173 174 176 SE833 151 152C 153 154C 155 155B 156 157 157C 159 161 171 181 182 183 184 185 N101 N102 N103               |                        |
| 10550                                         |      | Madrid                     | Paseo de la Castellana - Hospital La Paz                                 | Paseo de la Castellana Nº296               | 151 152C 153 154C 155 155B 156 157 157C 159 161 181 182 183 184 185 191D 193D 194D 195D 196D 197D N101 N102 N103 N104D | Begoña                 |
| 17472                                         |      | Madrid                     | Intercambiador de Plaza de Castilla                                      | Avenida de Asturias Nº2                    | Descenso en las dársenas 8, 9 y 10.                                                                                    | Plaza de Castilla      |
| Notas: D Sólo permite el descenso de viajeros |      |                            |                                                                          |                                            | |                        |